# Fêtes de la Nouvelle-France
Les Fêtes de la Nouvelle-France est, depuis 1997, un événement annuel de la ville de Québec célébrant la Nouvelle-France, soit l'Amérique des 17e et 18e siècles. Elles ont lieu dans le Vieux-Québec au début du mois d'août.

## L'organisation des Fêtes
L'idée d'animer Québec à ce moment de l'année vient du maire Jean-Paul L'Allier. Après le Festival d'été de Québec ayant lieu en juillet, la Ville était à la recherche d'un événement rassembleur pouvant remplir un vide. En 1993 et en 1995, les Médiévales avaient connu à la fois un succès de participation et un échec financier. La Ville a donc voulu recréer un évènement historique et lancé un appel d'offres. La première édition, organisée par Gestev, a lieu en 1997.
Jusqu'en 2018, les Fêtes se déroulaient à la place de Paris dans la Basse-Ville du Vieux-Québec. En 2019, en raison de travaux, les Fêtes sont forcées de déménager. Une entente avec Parcs Canada permet de relocaliser l'événement au parc de l'Esplanade, près de la rue Saint-Louis.

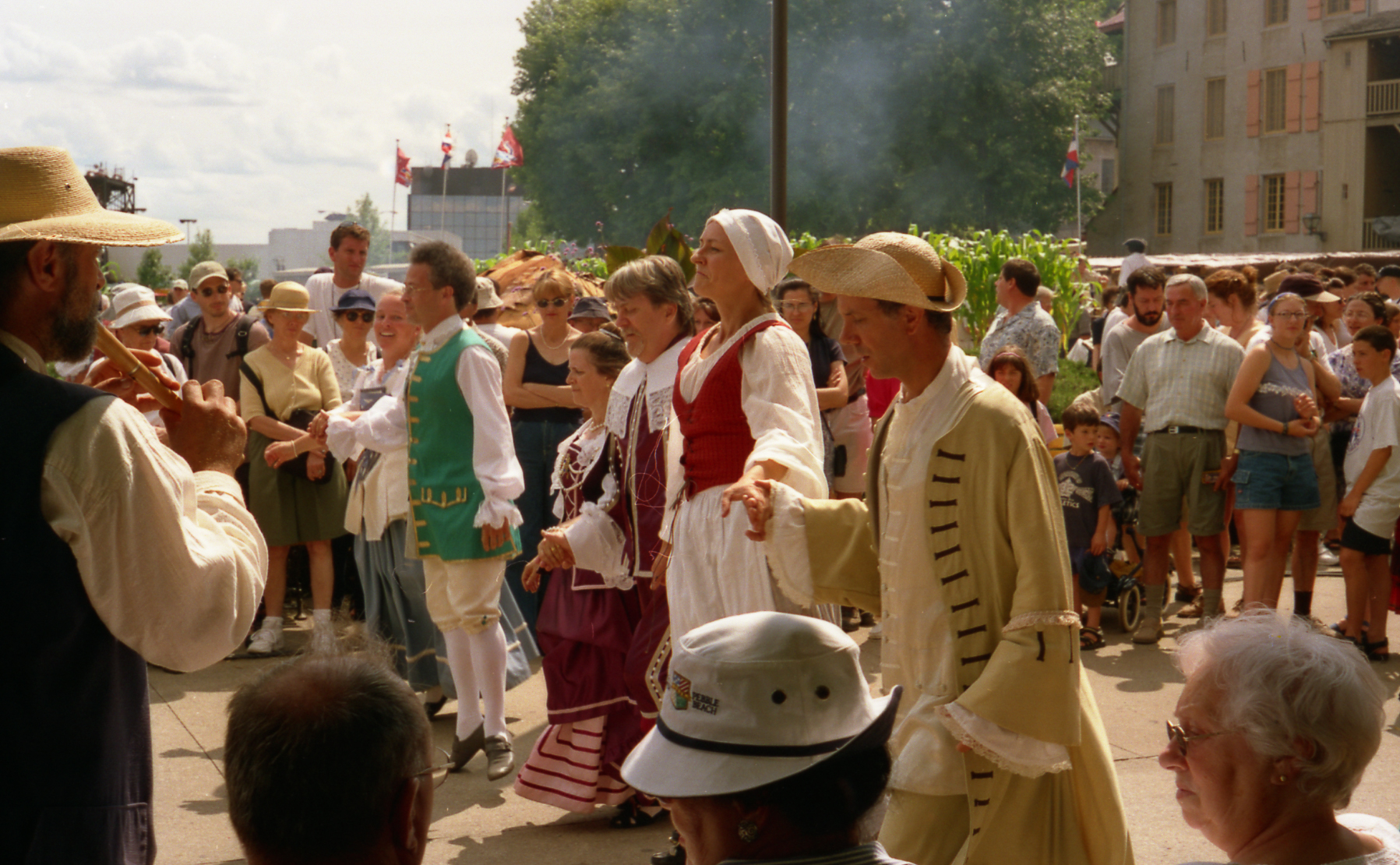
À la place de Paris en 2006
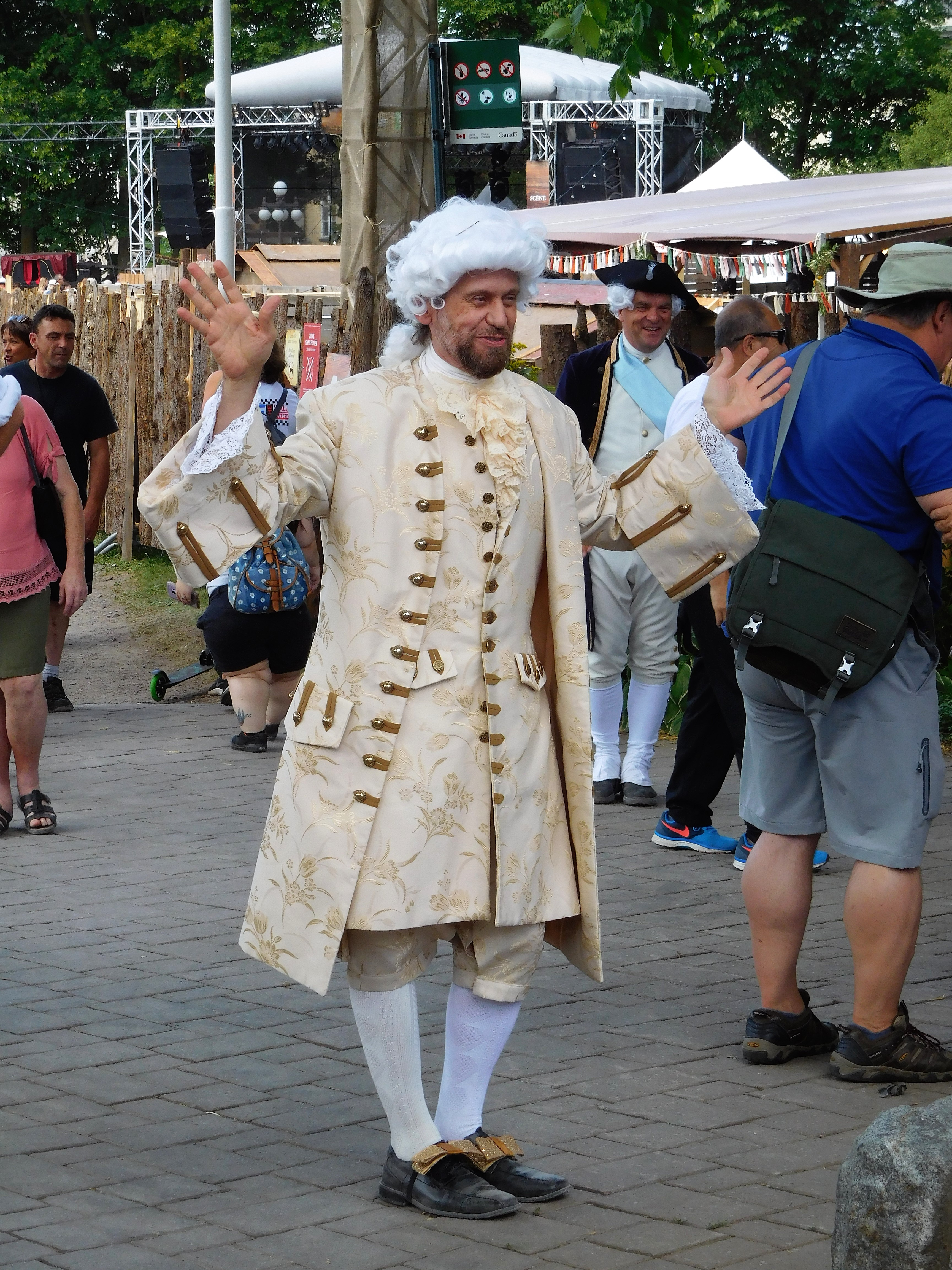
François Bigot

## La Nouvelle-France en bref
Les Fêtes de la Nouvelle-France puisent dans le passé des premiers arrivants de la colonie française.
- 1534 – Découverte du Canada par Jacques Cartier : Au cours d’un voyage d’exploration, le français Jacques Cartier débarque en Amérique du Nord et découvre le golfe du Saint-Laurent. Le territoire est alors déjà peuplé par des autochtones, qui nomment cette terre « Canada ». En 1534, Cartier plante une croix à Gaspé et prend possession du Canada, au nom du roi de France.
- 1608 – Fondation de Québec par Samuel de Champlain : Samuel de Champlain, considéré comme le fondateur de la Nouvelle-France, construit une habitation à Québec et entreprend d’y poursuivre les intérêts commerciaux et économiques. Des colons, recrutés de France, commencent alors à s’établir dans la vallée du Saint-Laurent ainsi qu’en Acadie.
- 1620 – 1670 – Création des premières villes: La contribution des premiers occupants du territoire joue un rôle majeur dans l’essor de la Nouvelle-France, puisqu’ils permettent d’initier les Français au climat ainsi qu’aux nations amérindiennes qui peuplent l’Amérique du Nord. Les explorations vont donc se multiplier, provoquant le développement du commerce, la création de nouvelles villes et de nouveaux postes de traites.
- Début XVIIIe siècle – L'Amérique Française à son apogée :Les frontières dépassent largement le territoire initial et couvrira plus de la moitié du continent nord-américain : de la baie d’Hudson jusqu’à la Louisiane, en incluant une bonne partie des provinces maritimes actuelles, toute la vallée du Saint-Laurent, le bassin des Grands Lacs et la vallée du Mississippi.
- 1713 – Traité d'Utrecht: Les colonies britanniques, déjà menaçantes, deviennent trop populeuses et encerclent la Nouvelle-France. En 1713, par le Traité d’Utrecht, la France cède Terre-Neuve, l’Acadie et la baie d’Hudson à l’Angleterre.
- 1760 – Conquête de la Nouvelle-France par l'Angleterre : La Nouvelle-France est conquise et cédée définitivement à l’Angleterre, trois ans plus tard, par le Traité de Paris. Seule la Louisiane sera cédée plus tard par la France aux États-Unis, en 1803.

## Le Médaillon
Pour accéder au site des Fêtes, les participants doivent se procurer un Médaillon. 
Chaque année, depuis 1997, le Médaillon représente une thématique précise.
- 1997 - Aucun médaillon.
- 1998 - Louis de Buade.
- 1999 - Pierre Le Moyne.
- 2000 - Jean Talon.
- 2001 - Amérindien et coureur des bois.
- 2002 - Marie Rollet.
- 2003 - Antoine-Denis Raudot et Jacques Raudot.
- 2004 - Jean Baptiste Le Moyne de Bienville.
- 2005 - Gédéon de Catalogne.
- 2006 - Louis-Armand de Lom d’Arce.
- 2007 - «L’Ordre de Bon-Temps».
- 2008- Samuel de Champlain.
- 2009 - Le Régiment de Carrignan-Salière.
- 2010 - Le couple Guillaume Couillard et Guillemette Hébert.
- 2011 - La farandole.
- 2012 - L’astrolabe de Champlain.
- 2013 - La figure de proue.
- 2014 - Les bâtisseurs.
- 2015 - Bateau. – Ancrez-vous dans la fête!
- 2016 - Tricorne. – Imaginez l’Amérique.
- 2017 - Gerbe de blé sur un livre, symbole des premiers colons Louis Hébert et Marie Rolet.
- 2018 - Bateau sur les flots représentant le fleuve et son héritage.
- 2019 - Ici l'histoire se joue!
- 2020 - Annulé. - Coronavirus. - Covid-19.
- 2021 -